# Ламнообразные
Ламнообра́зные (лат. Lamniformes) — отряд акул. Преимущественно крупные океанические акулы с торпедовидной формой тела. Известно 15 современных видов.
Характеризуются наличием одного анального и двух спинных плавников без шипов, пятью парами жаберных щелей, отсутствием мигательной перепонки.
Обитают в теплых и умеренных водах всех океанов. Большинство ламнообразных хорошо приспособлены к скоростному плаванию, обладая цилиндрическим телом с большим мощным хвостовым плавником. Питаются костистыми рыбами и млекопитающими, два вида фильтруют планктон. Некоторые представляют интерес как промысловые виды благодаря высокому вкусовому качеству мяса. Представители ряда видов опасны для человека.

## Классификация
В отряд включают 7 современных семейств:
- Большеротые акулы — Megachasmidae
- Гигантские акулы — Cetorhinidae
- Лисьи акулы — Alopiidae
- Ложнопесчаные акулы — Pseudocarchariidae
- Песчаные акулы — Odontaspididae
- Сельдевые акулы — Lamnidae
- Скапаноринховые акулы — Mitsukurinidae

Также к ламнообразным относят ряд вымерших семейств:
- † Anacoracidae (род Squalicorax)
- † Archaeolamnidae
- † Cardabiodontidae
- † Cretoxyrhinidae
- † Otodontidae[4]
- † Pseudocoracidae
- † Pseudoscapanorhynchidae
- † Xiphodolamiidae

Систематическое положение некоторых ископаемых родов ламнообразных остаётся неясным. Это Cretodus, Dwardius, Eostriatolamia, Palaeocarcharias, Palaeocarcharodon, Paranomotodon, Priscusurus и Trigonotodus.
| Семейство          | Изображение | Название              | Количество родов | Количество видов | Краткое описание |
| ------------------ | ----------- | --------------------- | ---------------- | ---------------- | --- |
| Alopiidae          |             | Лисьи акулы           | 1                | 4                | Эти крупные рыбы встречаются в умеренных и тропических водах всех океанов. Характерной чертой является удлинённая верхняя лопасть хвостового плавника, которая по длине может превосходить туловище. |
| Cetorhinidae       |             | Гигантские акулы      | 1                | 1                | Это второй по величине вид рыб после китовой акулы, и второй из трёх видов акул, питающихся планктоном, помимо китовой и пелагической большеротой акулы. Гигантские акулы встречаются в умеренных водах всех океанов, совершают длительные миграции. Эти безобидные рыбы медленно плавают со скоростью около 5 км в час с широко раскрытой пастью, отфильтровывая пищу. Долгое время они были важным объектом целевого коммерческого промысла, их добывали ради плавников и жира печени. Из-за перелова численность популяции существенно сократилась. |
| Lamnidae           |             | Сельдевые акулы       | 3                | 5                | Эти крупные, стремительные хищники обитают во всех океанах. К этому семейству относится знаменитая белая акула. У них характерное заострённое рыло, веретенообразное тело и огромные жаберные щели. Первый спинной плавник крупный, высокий, имеет форму треугольника, иногда с закруглённой вершиной. Второй спинной и анальный плавники крошечные. На хвостовом стебле имеются слабовыраженные боковые кили. Зубы очень крупные. Пятая пара жаберных щелей расположена перед началом основания грудных плавников, брызгальца иногда отсутствуют. Масса этих коренастых рыб иногда почти в 2 раза превосходит массу сопоставимых с ними по длине акул, принадлежащих другим семействам. |
| Megachasmidae      |             | Большеротые акулы     | 1                | 1                | Эти редкие глубоководные акулы являются наименьшим видом из трёх видов акул, питающихся планктоном. С момента первого описания в 1976 году зарегистрировано всего 55 особей. Подобно китовым и пелагическим большеротым акулам акулы этого семейства медленно плавают в толще воды с открытым ртом, отцеживая планктон и медуз. У них крупная голова и резиноподобные губы. |
| Mitsukurinidae     |             | Скапаноринховые акулы | 1                | 1                | Для этих акул характерна причудливая внешность — удлинённая голова оканчивается клювовидным рылом, усеянным электрорецепторами, помогающими находить добычу. Подвижные челюсти способны сильно выдвигаться вперёд. В настоящее время описан только один вид — акула-домовой. |
| Odontaspididae     |             | Песчаные акулы        | 2                | 4                | Этих акул называют песчаными, поскольку они населяют прибрежные воды с песчаным дном. Они встречаются в тропических и тёплых умеренных водах всех океанов за исключением восточной части Тихого океана. Для песчаных акул характерен крупный второй спинной плавник. Тело, как правило, окрашено в коричневатый цвет с тёмными отметинами на дорсальной поверхности. С возрастом отметины исчезают. Их тонкие острые зубы приспособлены для накалывания добычи. Песчаных акул часто путают с серыми. |
| Pseudocarchariidae |             | Ложнопесчаные акулы   | 1                | 1                | Семейство представляет единственный одноимённый вид акул, который встречается во многих тропических и тёплых умеренных водах от поверхности до глубины 590 м. Ложнопесчаные акулы совершают суточные вертикальные миграции. Их длина как правило не превосходит 1 м, это самый мелкий вид среди ламнообразных. Удлинённое тело имеет форму сигары, глаза очень крупные, плавники маленькие. |
| † Cardabiodontidae |             | † Cardabiodontidae    | 1                | 1                | Вымершее. Включает род Cardabiodon, живший у берегов Австралии, Канады и Европы в меловом периоде. Единственным видом рода был Cardabiodon ricki. |
| † Cretoxyrhinidae  |             | † Cretoxyrhinidae     | 7                | 15               | Вымершее. К семейству Cretoxyrhinidae относят род Cretoxyrhina (см. рисунок), живший в меловом периоде, и род Palaeocarcharodon, чьи представители были возможными предками современной белой акулы и вымершего мегалодона. |
| † Otodontidae      |             | † Otodontidae         | 3                | 27               | Вымершее. Представители известны с палеоцена до плиоцена. Достигали внушительных размеров. К этой группе относится, в частности, крупнейшая акула всех времён мегалодон. |

## Эволюционная история
Ламнообразные — сестринская группа кархаринообразных. Они известны с раннего мела (около 140 млн лет назад), и уже к середине периода (спустя ~40 млн лет) достигли наибольшего в своей истории разнообразия: около 50 видов. На их численности сильно сказались мел-палеогеновое и эоцен-олигоценовое вымирания, но после них она возвращалась почти на прежний уровень. В раннем миоцене, около 20 млн лет назад, количество видов ламнообразных достигло последнего значительного максимума и с тех пор падает.
Вымерших ламнообразных известно 72 рода и более 360 видов, тогда как современных — лишь 10 родов и 15 видов (данные по состоянию на 2017 год).
Кладограмма современных семейств ламнообразных по результатам исследования митохондриальной ДНК согласно Amaral et al., 2017:
|  | Лисьи акулы (Alopiidae)                                                                                        |
|  | |
|  | \| \| Большеротые акулы (Megachasmidae) \| \| \| \| \| \| Ложнопесчаные акулы (Pseudocarchariidae) \| \| \| \| |
|  | |
|  | Большеротые акулы (Megachasmidae)                                                                              |
|  | |
|  | Ложнопесчаные акулы (Pseudocarchariidae)                                                                       |
|  | |

|  | Большеротые акулы (Megachasmidae)        |
|  |                                          |
|  | Ложнопесчаные акулы (Pseudocarchariidae) |
|  |                                          |

|  | Песчаные акулы (Odontaspididae)                                                                |
|  |                                                                                                |
|  | \| \| Сельдевые акулы (Lamnidae) \| \| \| \| \| \| Гигантские акулы (Cetorhinidae) \| \| \| \| |
|  |                                                                                                |
|  | Сельдевые акулы (Lamnidae)                                                                     |
|  |                                                                                                |
|  | Гигантские акулы (Cetorhinidae)                                                                |
|  |                                                                                                |

|  | Сельдевые акулы (Lamnidae)      |
|  |                                 |
|  | Гигантские акулы (Cetorhinidae) |
|  |                                 |

|  | Лисьи акулы (Alopiidae)                                                                                        |
|  | |
|  | \| \| Большеротые акулы (Megachasmidae) \| \| \| \| \| \| Ложнопесчаные акулы (Pseudocarchariidae) \| \| \| \| |
|  | |
|  | Большеротые акулы (Megachasmidae)                                                                              |
|  | |
|  | Ложнопесчаные акулы (Pseudocarchariidae)                                                                       |
|  | |

|  | Большеротые акулы (Megachasmidae)        |
|  |                                          |
|  | Ложнопесчаные акулы (Pseudocarchariidae) |
|  |                                          |

|  | Песчаные акулы (Odontaspididae)                                                                |
|  |                                                                                                |
|  | \| \| Сельдевые акулы (Lamnidae) \| \| \| \| \| \| Гигантские акулы (Cetorhinidae) \| \| \| \| |
|  |                                                                                                |
|  | Сельдевые акулы (Lamnidae)                                                                     |
|  |                                                                                                |
|  | Гигантские акулы (Cetorhinidae)                                                                |
|  |                                                                                                |

|  | Сельдевые акулы (Lamnidae)      |
|  |                                 |
|  | Гигантские акулы (Cetorhinidae) |
|  |                                 |

|  | Лисьи акулы (Alopiidae)                                                                                        |
|  | |
|  | \| \| Большеротые акулы (Megachasmidae) \| \| \| \| \| \| Ложнопесчаные акулы (Pseudocarchariidae) \| \| \| \| |
|  | |
|  | Большеротые акулы (Megachasmidae)                                                                              |
|  | |
|  | Ложнопесчаные акулы (Pseudocarchariidae)                                                                       |
|  | |

|  | Большеротые акулы (Megachasmidae)        |
|  |                                          |
|  | Ложнопесчаные акулы (Pseudocarchariidae) |
|  |                                          |

|  | Песчаные акулы (Odontaspididae)                                                                |
|  |                                                                                                |
|  | \| \| Сельдевые акулы (Lamnidae) \| \| \| \| \| \| Гигантские акулы (Cetorhinidae) \| \| \| \| |
|  |                                                                                                |
|  | Сельдевые акулы (Lamnidae)                                                                     |
|  |                                                                                                |
|  | Гигантские акулы (Cetorhinidae)                                                                |
|  |                                                                                                |

|  | Сельдевые акулы (Lamnidae)      |
|  |                                 |
|  | Гигантские акулы (Cetorhinidae) |
|  |                                 |

|  | Лисьи акулы (Alopiidae)                                                                                        |
|  | |
|  | \| \| Большеротые акулы (Megachasmidae) \| \| \| \| \| \| Ложнопесчаные акулы (Pseudocarchariidae) \| \| \| \| |
|  | |
|  | Большеротые акулы (Megachasmidae)                                                                              |
|  | |
|  | Ложнопесчаные акулы (Pseudocarchariidae)                                                                       |
|  | |

|  | Большеротые акулы (Megachasmidae)        |
|  |                                          |
|  | Ложнопесчаные акулы (Pseudocarchariidae) |
|  |                                          |

|  | Песчаные акулы (Odontaspididae)                                                                |
|  |                                                                                                |
|  | \| \| Сельдевые акулы (Lamnidae) \| \| \| \| \| \| Гигантские акулы (Cetorhinidae) \| \| \| \| |
|  |                                                                                                |
|  | Сельдевые акулы (Lamnidae)                                                                     |
|  |                                                                                                |
|  | Гигантские акулы (Cetorhinidae)                                                                |
|  |                                                                                                |

|  | Сельдевые акулы (Lamnidae)      |
|  |                                 |
|  | Гигантские акулы (Cetorhinidae) |
|  |                                 |

В положении на кладограмме акул-домовых остаются некоторые сомнения.